# Пјан деј Берчи (Лука)
Пјан деј Берчи је насеље у Италији у округу Лука, региону Тоскана.
Према процени из 2011. у насељу је живело 32 становника. Насеље се налази на надморској висини од 140 м.